# Ogmore Castle
Ogmore Castle är ett slott i Storbritannien.   Det ligger i kommunen Vale of Glamorgan och riksdelen Wales, i den södra delen av landet, 240 km väster om huvudstaden London. Ogmore Castle ligger 6 meter över havet.
Terrängen runt Ogmore Castle är platt. Havet är nära Ogmore Castle åt sydväst. Runt Ogmore Castle är det tätbefolkat, med 411 invånare per kvadratkilometer. Närmaste större samhälle är Bridgend, 3,7 km nordost om Ogmore Castle. Trakten runt Ogmore Castle består i huvudsak av gräsmarker.